# Dieue-sur-Meuse
 Dieue-sur-Meuse  es una población y comuna francesa, en la región de Lorena, departamento de Mosa, en el Distrito de Verdún y cantón de Verdun-Est.

## Demografía
| 1058 | 1140 | 1333 | 1474 | 1471 | 1415 |
| Para los censos de 1962 a 1999 la población legal corresponde a la población sin duplicidades (Fuente: INSEE [Consultar]) |      |      |      |      |      |